# Juan José Bonel y Orbe
Juan José Bonel y Orbe (Pinos del Rey, 17 marzo 1782 – Madrid, 11 febbraio 1857) è stato un cardinale e arcivescovo cattolico spagnolo.

## Biografia
Juan José Bonel y Orbe nacque a Pinos del Rey il 17 marzo 1782, figlio di Nicolàs Bonel y Martìn, regidor perpetuo di Pinos del Rey e di sua moglie, Ana Marìa Orbe y Orbe Aguado y Lopez de Guzman.
Deciso a intraprendere la carriera ecclesiastica, studiò all'Università di Granada dove ottenne il dottorato in diritto canonico. Ordinato sacerdote nel 1805, venne destinato come primo incarico a parroco presso la parrocchia di San Pablo a Granada. Divenne quindi amministratore diocesano di Malaga ed entrò in quel capitolo come canonico, specializzandosi ancora di più in sacro diritto. Il suo operato e le sue profonde conoscenze lo resero noto anche a corte dove il sovrano spagnolo lo propose nel 1830 per la sede episcopale di Ibiza, ma il pontefice a Roma non approvò tale nomina. Il 28 febbraio 1831 venne invece eletto vescovo a Malaga e consacrato il 12 giugno di quello stesso anno nella cattedrale di Granada da Blas Joaquín Álvarez de Palma, arcivescovo di Granada, assistito da Antonio Sánchez Mata, vescovo emerito di La Paz ed abate dell'Alcalá la Real, e da José Uraga Pérez, vescovo di Guadix.
Trasferito alla sede di Cordova il 29 giugno 1833, divenne membro della Camera de Proceres del regno dal 1834 al 1835, divenendo poi senatore per la regione dell'Almerìa nel 1837.
Venne quindi promosso dal re di Spagna alla sede metropolitana di Granada dal 18 ottobre 1838 senza aver ricevuto il consenso papale ed in quello stesso anno divenne senatore per quella provincia. Nel biennio 1838-1839 fu anche vicepresidente del senato. Nel 1839 venne nominato patriarca per le Indie Occidentali, ma questa sua nomina creò non pochi problemi in quanto venne decisa dallo stato spagnolo senza l'approvazione del pontefice a Roma, fatto che compromise le relazioni diplomatiche tra i due paesi; la faccenda era complicata dal fatto che la sede, per quanto titolare, era ancora occupata dal patriarca Antonio Allué y Sessé. La nomina venne rimessa e Bonel y Orbe continuò a svolgere i propri incarichi pastorali a Granada ed in contemporanea a svolgere quello politico di senatore (venne promosso senatore a vita nel 1845). Il 4 ottobre 1847 venne trasferito alla sede metropolitana di Toledo.
Papa Pio IX lo elevò al rango di cardinale nel concistoro del 30 settembre 1850, il 30 novembre del 1854 ricevette la berretta rossa ed il titolo cardinalizio di Santa Maria della Pace.
Morì a Madrid l'11 febbraio 1857 all'età di 74 anni. La sua salma, composta, venne esposta nella cappella di San Giacomo della cattedrale della capitale e poi nella cattedrale di Toledo.

## Genealogia episcopale e successione apostolica
La genealogia episcopale è:
- Cardinale Scipione Rebiba
- Cardinale Giulio Antonio Santori
- Cardinale Girolamo Bernerio, O.P.
- Arcivescovo Galeazzo Sanvitale
- Cardinale Ludovico Ludovisi
- Cardinale Luigi Caetani
- Cardinale Ulderico Carpegna
- Cardinale Paluzzo Paluzzi Altieri degli Albertoni
- Cardinale Francesco Acquaviva d'Aragona
- Cardinale Carlos Borja Centellas y Ponce de León
- Arcivescovo Luis de Salcedo y Azcona
- Arcivescovo Andrés Mayoral Alonso de Mella
- Vescovo Felipe Beltrán Serrano
- Vescovo Agustín Rubín Cevallos
- Vescovo Francisco de Cuerda
- Vescovo José Antonio Sáenz Santamaría
- Arcivescovo Blas Joaquín Álvarez de Palma
- Cardinale Juan José Bonel y Orbe

La successione apostolica è:
- Arcivescovo Francisco Fleix y Soláns (1846)
- Vescovo Francisco de La Puente, O.P. (1846)
- Arcivescovo Salvador José Reyes y García de Lara (1848)
- Vescovo Juan Nepomuceno Cascallana y Ordóñez (1850)
- Vescovo Antolín García Lozano (1851)
- Vescovo Miguel Salvá y Munar (1852)
- Vescovo Benito Forcelledo Tuero (1852)
- Vescovo Tomás Roda y Rodríguez (1852)